# 白羊王朝
白羊王朝（土耳其語：Ak-kuyunlu，土庫曼語：Akgoýunly，亞塞拜然語：Ağqoyunlu，鄂圖曼土耳其語／波斯語：آق قوینلو，英語：Ak Koyunlu、Aq Qoyunlu 或 White Sheep Turkomans ），為1378年－1508年的土库曼人王朝，統治階層為今伊拉克北邊的土庫曼人，以白羊旗帜为标记。1378年－1508年之間，該王朝統治今伊拉克北邊疆土、阿塞拜疆、安納托利亞與伊朗國境等地，建都于大不里士。因旗帜为白羊标志，故名。与黑羊王朝长期对峙，并于15世纪后期灭黑羊王朝，击败帖木儿帝国，成为西亚强国。

## 兴衰
根据东罗马帝国编年记，他们在1340年代出现於安纳托利亚东部。大多数首领，包括王朝的实际创建人卡拉·奥斯曼，都会迎娶一位东罗马帝國公主。
1402年，帖木儿征服迪亚巴克尔后，由于卡拉·奥斯曼在之前安卡拉战役中的奋勇，帖木儿将这个地区赐予他作为封地。1408年，卡拉·奥斯曼宣布脱离帖木儿帝国以逊尼派为国教。
但在建国之后很长时间内，因黑羊王朝的强盛，白羊王朝只能隅于一地，无法扩大疆域。直到卡拉·奥斯曼的孙子烏尊哈桑统治时。1467年，乌尊哈桑带领白羊土库曼军队击败黑羊王朝的统治者傑漢·沙。1468年又击败帖木儿帝国的卜撒因，占领巴格达以及波斯湾沿岸，并进一步将疆域伸展至伊朗甚至到达呼罗珊地区。尽管在东方的发展顺利，但随着西方的奥斯曼帝国向东扩展，奥斯曼人的强大压力迫使白羊土库曼人寻求对抗的盟友。
小亚细亚中部的卡拉曼侯國和白羊王朝为共同对抗奥斯曼人而结盟，甚至威尼斯和罗马教廷也和土库曼人联合对抗奥斯曼人。威尼斯人许诺给土库曼人武器援助以对抗奥斯曼人，但是直到1473年泰爾詹戰役爆发，威尼斯人也没有兑现他们的诺言。
因为缺少近代武器，在泰爾詹戰役中，乌尊哈桑以轻骑兵为主的传统土库曼军队在仅仅一天时间内就被奥斯曼土耳其人火枪和加农炮摧毁。但这次战役的失利并没有击垮整个白羊王朝。奥斯曼人也由于威尼斯人的骚扰，无力东进。
1478年，乌尊哈桑去世，其子哈里勒继位为苏丹。但仅仅几个月后，哈里勒就被他的弟弟雅各布所领导的联盟所击败。雅各布成为新的苏丹，白羊王朝在他的统治下又延续十年。雅各布去世后，地方长官凭兵权和中央对抗，继承人们也在争权内讧。
后来王朝领地被艾勒旺德苏丹和穆拉德苏丹瓜分，最后萨非王朝的创建者伊斯玛仪一世于1501年打败他们，1508年王朝覆灭，为萨非王朝所取代。